# Виноградова, Алиса Ефимовна
Али́са Ефи́мовна Виногра́дова (урождённая Аренштейн; 29 февраля 1936, Киев, Украинская ССР — 25 января 2001, Москва) — советская актриса театра и кино, заслуженная артистка РСФСР.

## Биография
Алиса Виноградова родилась 29 февраля 1936 года в Киеве в театральной семье балерины Татьяны Вздульской (сценический псевдоним Татьяны Ивановны Ивановой, ?—1966) и главного дирижёра театра, композитора Ефима Михайловича Аренштейна (Галина) (1910—1945), уроженца Херсона, который погиб в боях под Гданьском.
Закончила музыкальную школу-десятилетку, а затем, в 1955 году — театральную студию в Харькове. Творческую карьеру начала в Харьковском театре музыкальной комедии. В 1962—1980 годах выступала в Свердловском театре музкомедии. Позже играла в Краснодарском театре музыкальной комедии, и, наконец, в Московской оперетте.
Умерла 25 января 2001 года в Москве. Похоронена на Щербинском кладбище.

### Семья
- Первый муж — Владимир Виноградов.
  - Дочь — Марианна Виноградова (1957—2002), парикмахер.
- Второй муж — народный артист РСФСР Виктор Григорьевич Сытник (1935—2016), певец, артист оперетты.
  - Сын — Максим Викторович Сытник (род. 1966), актёр, певец, композитор, режиссёр, телеведущий.
- Брат — Эрнст Ефимович Аренштейн, офицер.

## Награды
- Заслуженная артистка РСФСР (1970).

## Творчество

### Работы в театре

#### Свердловский театр музкомедии
- «Вольный ветер» И.Дунаевского — Пепита
- «Полярная звезда» В.Баснера
- «Требуется героиня» В.Баснера
- «Девушка с голубыми глазами» В.Мурадели — Таня Лялина
- «Белая ночь» Т.Хренникова — газетчица Муська
- «Чёрный дракон» Д.Модуньо — Анжелика
- «Моя прекрасная леди» Ф.Лоу — Элиза

### Фильмография
1. 1983 — Дважды рождённый — эпизод
2. 1983 — Семён Дежнёв — эпизод
3. 1985 — Иван Бабушкин — эпизод
4. 1986 — Покушение на ГОЭЛРО — эпизод